# Polyxo (Gattin des Nykteus)
Polyxo (altgriechisch Πολυξώ Polyxṓ) ist in der griechischen Mythologie die Gattin des Königs Nykteus von Theben und Mutter der schönen Antiope.